# Mateusz Mika (futsalista)
Mateusz Mika (ur. 8 listopada 1983) – polski futsalista, piłkarz, zawodnik z pola, były reprezentant Polski, zawodniki występującej w ekstraklasie Gatty Zduńska Wola.

## Futsal
Mateusz Mika swoją karierę w futsalu rozpoczynał od gry w środowiskowych i akademickich ligach. Po raz pierwszy w ekstraklasie (wtedy I liga) grał w sezonie 2004/2005 w barwach Mariossu Opole, który w tym sezonie zajął szóste miejsce. W sezonie 2008/2009 był grającym trenerem pierwszoligowego Mariossu (który przeniósł siedzibę do Wawelna), z którym zajął drugie miejsce dające miejsce w barażach o ekstraklasę. Sezon później w pierwszej rundzie był grającym trenerem drugoligowej Victorii Chróścice. W drugiej rundzie sezonu 2009/2010 był zawodnikiem występującej w ekstraklasie Pogoni 04 Szczecin, która zajęła piąte miejsce w tabeli. Przed sezonem 2010/2011 został zawodnikiem Akademii FC Pniewy, z którą na początku sezonu występował w UEFA Futsal Cup, gdzie dotarł do Elite Round (TOP 16). W tym samym sezonie zdobył z Akademią swoje pierwsze mistrzostwo Polski. W trakcie tego sezonu Mika zadebiutował także w reprezentacji Polski w wygranym 3:2 meczu przeciwko reprezentacji Macedonii, w którym strzelił jedną z bramek dla Polski. W następnym sezonie z Akademią ponownie zdobył mistrzostwo kraju, jednak rozgrywki UEFA Futsal Cup zakończył na fazie Main Round. Po sezonie 2011/2012 drużyna z Pniew wycofała się z rozgrywek. W sezonie 2012/2013 krótko trenował z Remedium Pyskowice i wystąpił w jednym meczu ekstraklasy. Przez cały sezon 2013/2014 Mateusz Mika zostawał bez futsalowego klubu. Przed sezonem 2014/2015 dołączył do Gatty Zduńska Wola.

## Piłka nożna
Mateusz Mika jest wychowankiem Altisu Brzeg. Później był zawodnikiem m.in. Odry Opole. Występował także w reprezentacji Polski do lat 17.